# Brestanica (stacja kolejowa)
Brestanica – stacja kolejowa w miejscowości Brestanica, w regionie Styria, w Słowenii. 
Przystanek jest zarządzany przez SŽ-Infrastruktura. W pobliżu stacji znajduje się zamek Rajhenburg.

## Linie kolejowe
- Dobova – Lublana